# Los Zetas
Los Zetas is een drugskartel gevormd door – onder anderen – oud-soldaten uit elite-eenheden van het Mexicaanse leger. Het kartel is een van de grootste en gewelddadigste drugsbendes van Mexico en pleegde duizenden moorden.
Veel leden van Los Zetas zijn oorspronkelijk opgeleid in de Amerikaanse School of the Americas. De meesten waren oorspronkelijk commando's in het Mexicaanse leger, maar er zijn ook enkele leden afkomstig van de Mexicaanse marine en de kaibiles, de beruchte speciale eenheden uit Guatemala. Los Zetas was voorheen de gewapende vleugel van het Golfkartel uit Matamoros dat hen inzette tegen het Sinaloakartel van Joaquín "el Chapo" Guzmán. Sinds ongeveer februari 2010 heeft Los Zetas zich losgemaakt van het Golfkartel en bestrijden ze in samenwerking met het Beltrán-Leyvakartel, het Juárezkartel en het Tijuanakartel hun oude bazen van het Golfkartel. Vermoedelijk hebben ze ook goede banden met de 'Ndrangheta uit Italië. Los Zetas stond onder leiding van Arturo Guzmán Decena tot deze in 2002 vermoord werd. Daarna gold Heriberto Lazcano Lazcano als leider van de groep tot hij in 2012 werd gedood in een vuurgevecht met mariniers van de Verenigde Staten.
Vanwege hun bijzonder goede training zijn zij zeer moeilijk te bestrijden. Zij kunnen hun acties met militaire precisie uitvoeren. Zo hebben zij mortieraanvallen op gevangenissen uitgevoerd, om zo gevangenen gelieerd aan de kartels waarvoor zij werken te kunnen bestrijden. Zij houden zich vermoedelijk vooral op in het grensgebied met de Verenigde Staten en zijn zelfs al op Amerikaans grondgebied waargenomen.
Los Zetas wordt verantwoordelijk gehouden voor de massamoord op immigranten bij San Fernando van 2010.
De Zetas verbrandden een deel van hun slachtoffers urenlang op zeer hoge temperaturen. Soms ging het hierbij tot wel 100 mensen op één plek. De plaatsen waar dit gebeurde worden inmiddels door sommigen aangeduid als crematoria en vernietigingskampen.
In februari 2018 werd Jose Maria Guizar Valencia, de vermoedelijke leider van het kartel, opgepakt in Mexico-Stad. Guizar Valencia leidde het kartel vermoedelijk sinds de arrestatie van zijn voorganger in 2015. De Amerikaanse anti-drugsautoriteiten hadden een beloning van 5 miljoen dollar uitgeloofd voor zijn gevangenneming.
La Familia Michoacana · Golfkartel · Jaliscokartel-Nieuwe Generatie · Juárezkartel · La Línea · Los Negros · Sinaloakartel · Caballeros Templarios · Tijuanakartel · Los Zetas · Zuid-Pacifisch Kartel · Guadalajarakartel